# Míchel Alonso
Miguel Ángel Alonso Naya (n. Caranza, Ferrol, España, 24 de julio de 1974), más conocido como Míchel Alonso, es un entrenador de fútbol español que actualmente está sin equipo tras dejar el cargo de entrenador de la Sociedad Deportiva Compostela de la Segunda División RFEF.

## Trayectoria
Míchel es profesor de táctica en la escuela gallega de entrenadores y comenzaría su trayectoria como entrenador en las canteras del Racing de Ferrol y del Club Deportivo As Pontes. En marzo de 2003 tomó las riendas del primer equipo del club pontés, que militaba en la Segunda División B de España, en sustitución de Víctor Pellón "Calpita" pero no pudo evitar el descenso de categoría.
En la temporada 2003-04, Míchel fue renovado y dirigió al Club Deportivo As Pontes en Tercera División, hasta su dimisión en mayo de 2004. 
En la temporada 2005-06, firma por la SD O Val de la Tercera División de España, pero en noviembre de 2005 fue destituido debido a los malos resultados.
En la temporada 2006-07, regresó al Racing de Ferrol como segundo entrenador de José Luis Vara, y tras la destitución de éste, de Manolo García, dejando el club ferrolano al término de la temporada. 
En enero de 2009, inició su segunda etapa como técnico la SD O Val, esta vez en la Primera Autonómica. Sin embargo, a finales de febrero de 2009 fue elegido por el Racing de Ferrol para sustituir en el banquillo al destituido Manolo Sánchez. El equipo ferrolano ocupaba la séptima plaza de su grupo de Segunda División B de España en el momento de su llegada, y acabó la temporada en la misma posición, lejos de su objetivo de ascenso, por lo que Michel no continuó en el club.
En la temporada 2010-11, firma por la Sociedad Deportiva Club Órdenes de la Tercera División de España, con el que acaba en séptima posición.
En julio de 2011, firma por la UD Somozas de la Tercera División de España. Tras tres temporadas en la Tercera División de España, al término de la temporada 2013-14, lograría el primer puesto del grupo I y posteriormente, el ascenso a la Segunda División B de España.
En la temporada 2014-15, dirigiría a la UD Somozas en la Segunda División B de España, acabando en décima posición del campeonato.
En julio de 2016, firma por el Racing Club de Ferrol de la Segunda División B de España, pero tras 11 partidos sería destituido.
En la temporada 2017-18, regresa a la UD Somozas, tras su reciente descenso a la Tercera División de España, con el que acaba en sexta posición en el Grupo I.
En la temporada 2018-19, se convierte en director deportivo del Club Rápido de Bouzas de la Segunda División B de España. A mediados de octubre de 2018, tras el mal arranque del conjunto gallego, se hace cargo del banquillo para sustituir a Jorge Otero hasta el final de la temporada, no pudiendo evitar el descenso hasta la última jornada de la competición.
En julio de 2019, firma por el Coruxo FC de la Segunda División B de España, al que dirige durante dos temporadas.
El 24 de junio de 2021, firma por la Sociedad Deportiva Formentera de la Segunda División RFEF.
El 19 de octubre de 2023, firma por la Sociedad Deportiva Compostela de la Segunda División RFEF.

## Clubes

### Como entrenador
| Club                            | País   | Año       |
| ------------------------------- | ------ | --------- |
| Club Deportivo As Pontes        | España | 2003-2004 |
| SD O Val                        | España | 2005      |
| SD O Val                        | España | 2009      |
| Racing Club de Ferrol           | España | 2009-2010 |
| Sociedad Deportiva Club Órdenes | España | 2010-2011 |
| UD Somozas                      | España | 2011-2015 |
| Racing Club de Ferrol           | España | 2016      |
| UD Somozas                      | España | 2017-2018 |
| Club Rápido de Bouzas           | España | 2018-2019 |
| Coruxo FC                       | España | 2019-2021 |
| Sociedad Deportiva Formentera   | España | 2021-2023 |
| Sociedad Deportiva Compostela   | España | 2023-2024 |